# Паспорт громадянина Фінляндії
Паспорт громадянина Фінляндії  — документ, що видається громадянам Фінляндії для здійснення поїздок за кордон. Фінські паспорти мають стандартний макет і бордово-червоне покриття, так само, як і в інших країнах ЄС. Паспорти видаються місцевою поліцією чи уповноваженою дипломатичною місією Фінляндії за кордоном.
Кожен громадянин Фінляндії також є громадянином Європейського Союзу. Паспорт разом із національним посвідченням особи дає змогу вільно володіти правами на пересування та проживання в будь-якій з держав Європейського Союзу та Європейського економічного простору.

## Зовнішній вигляд
Біометричні паспорти, вперше видані 21 серпня 2006 року, мали стандартний біометричний символ у верхній частині. У 2012 році герб було збільшено, а заголовок Європейського Союзу змістився під ним. Назви країни написані великими буквами. Біометричний символ був перенесений донизу. Внутрішні сторінки містять малюнки лося. Якщо сторінки перегортаються, то показується лось у русі. 

## Візові вимоги для громадян Фінляндії
У 2017 році громадяни Фінляндії мали безвізовий режим або візу після прибуття до 156 країн і території, згідно з Індексом обмежень щодо візового режиму, паспорт Фінляндії на 3-му місці у світі.